# Volevo dirti/Perché mi sento sola
Volevo dirti/Perché mi sento sola è un 45 giri della cantautrice pop italiana Donatella Milani, pubblicato nel febbraio 1983 dall'etichetta discografica Dischi Ricordi.
Il brano principale del 45 giri, Volevo dirti è stato scritto da Donatella Milani insieme a Daniele Pace e Zucchero Fornaciari ed è stato presentato dall'artista al Festival di Sanremo 1983, ottenendo la seconda posizione nella classifica finale della manifestazione, alle spalle di Tiziana Rivale con Sarà quel che sarà. Il brano ha segnato l'esordio nel mondo della musica della cantautrice e ha raggiunto la settima posizione della classifica italiana dei singoli.

## Tracce
7 "Single Ricordi SRL 10.975
1. Volevo dirti
2. Perché mi sento sola

## Classifiche
| Classifica (1983) | Posizione |
| ----------------- | --------- |
| Italia            | 7         |